# Nationale (Rugby Union)
Das Championnat Fédéral National, kurz Nationale genannt, ist der dritthöchste Rugby-Union-Vereinswettbewerb in Frankreich. Er wurde 2020 eingeführt und wird von der Fédération française de rugby (FFR) organisiert. Es sind 14 Mannschaften beteiligt.

## Format
Es gibt Auf- und Absteiger sowohl zur höherklassigen Pro D2 als auch zur tieferklassigen Nationale 2. In der regulären Saison gibt es 26 Runden, in denen jedes Team gegen jedes andere Team zu Hause und auswärts spielt. Nach 26 Runden qualifizieren sich die sechs besten Teams für das Play-off, wobei das erst- und zweitplatzierte Team ein Freilos erhalten und das Viertelfinale überspringen. Der Sieger des Finalspiels steigt automatisch in die Pro D2 der nächsten Saison auf, sofern er die finanziellen Voraussetzungen dafür erfüllt. Der Zweitplatzierte bestreitet ein Entscheidungsspiel gegen den Zweitletzten der Pro D2. Die beiden Letztplatzierten steigen automatisch in die Nationale 2 ab.

## Mannschaften
Die folgenden 14 Mannschaften spielen in der Saison 2025/26 in der Nationale:
| Mannschaft                  | Stadion                        | Plätze | Stadt/Département               |
| --------------------------- | ------------------------------ | ------ | ------------------------------- |
| SC Albi                     | Stadium Municipal              | 11.500 | Albi, Tarn                      |
| CS Bourgoin-Jallieu         | Stade Pierre-Rajon             | 09.441 | Bourgoin-Jallieu, Isère         |
| US Bressane                 | Stade Marcel-Verchère          | 08.840 | Bourg-en-Bresse, Ain            |
| SO Chambéry                 | Chambéry Savoie Stadium        | 05.285 | Chambéry, Savoie                |
| Olympique Marcquois Rugby   | Stadium Lille Métropole        | 18.500 | Marcq-en-Barœul, Nord           |
| RC Massy Essonne            | Stade Jules-Ladoumègue         | 03.000 | Massy, Essonne                  |
| RC Narbonne                 | Parc des Sports et de l’Amitié | 12.000 | Narbonne, Aude                  |
| Stade Niçois                | Stade Marcel-Volot             | 03.000 | Nizza, Alpes-Maritimes          |
| Niort RC                    | Stade Espinassou               |        | Niort, Deux-Sèvres              |
| CA Périgueux                | Stade Francis-Rongiéras        | 10.000 | Périgueux, Pyrénées-Atlantiques |
| Rennes EC                   | Stade du Commandant Bougouin   | 05.000 | Rennes, Ille-et-Vilaine         |
| Rouen Normandie Rugby       | Stade Robert-Diochon           | 08.372 | Rouen, Seine-Maritime           |
| RC Suresnes                 | Stade Jean-Moulin              |        | Suresnes, Hauts-de-Seine        |
| Stado Tarbes Pyrénées Rugby | Stade Maurice-Trélut           | 15.000 | Tarbes, Hautes-Pyrénées         |

## Meister Nationale
- 2020/21: US Bressane
- 2021/22: RC Massy Essonne
- 2022/23: Valence Romans DR
- 2023/24: Stade Niçois
- 2024/25: US Carcassonne

## Geschichte
Von 2016 bis 2018 fasste die Fédération française de rugby (FFR) alle Teilnehmer der drittklassigen Fédérale 1, die für den Aufstieg in die Pro D2 in Frage kamen, zu einer Elitegruppe zusammen. Der Erstplatzierte stieg nach der regulären Phase direkt in die Pro D2 auf, während eine Finalphase zwischen den Mannschaften auf den Plätzen 2 bis 5 den zweiten Verein ermittelte, der in die zweite Liga aufstieg. Zwei Jahre nach ihrer Einführung schaffte die FFR diese Gruppe wieder ab und reaktivierte das alte Wettbewerbsformat mit vier Gruppen, in denen alle Anwärter auf den Aufstieg in die Pro D2 vertreten waren. Laut dem für Amateurrugby zuständigen Vizepräsidenten der FFR, Thierry Murie, hatte diese Elitegruppe „einen perversen Effekt, indem sie die Ambitionen von Vereinen, die nicht die Mittel dazu hatten, anstachelte und sie in finanzielle Schwierigkeiten brachte“. In der Tat kam es zu einer Reihe von Konkursen oder Zwangsabstiegen. Andere hielten die Gruppe hingegen für sinnvoll, da sie die Mannschaften sportlich besser auf das professionelle Niveau vorbereitete.
Nach der Unterbrechung der französischen Rugby-Union-Meisterschaften in der Saison 2019/20 aufgrund der COVID-19-Pandemie stritten sich die FFR und die Ligue nationale de rugby (LNR) über die Beibehaltung des Auf- und Abstiegssystems in dieser Zwischensaison. Die LNR wollte die gleichen Profivereine in den ersten beiden Ligen beibehalten, während die FFR den beiden besten Vereinen der Fédérale 1 die Möglichkeit zum Aufstieg geben wollte, selbst wenn dafür das Format der Meisterschaft hätte geändert werden müssten. Als Kompromiss schlug Verbandspräsident Bernard Laporte im Mai 2020 die Schaffung einer zusätzlichen nationalen Liga. Im darauffolgenden Monat einigten sich FFR und LNR auf die Schaffung der Nationale, die eine Brücke zwischen der professionellen Pro D2 und der Amateur-Fédérale 1 bilden sollte. Diese Meisterschaft wird von der FFR organisiert, aber von beiden Institutionen zu gleichen Teilen mitfinanziert. Die erste Austragung fand in der Saison 2020/21 statt.